# IC 4944
IC 4944 — галактика типу S0-a (спіральна галактика) у сузір'ї Телескоп.
Цей об'єкт міститься в оригінальній редакції індексного каталогу.